# Dørken
Dørken er gulvet om læ (under dæk), det vil sige ophold i skibets indre. 'Udendørs' kaldes det dækket. Dørken i bestemt form betyder ofte fyrdørken, det vil sige fyrrummet eller kedelrummet på et skib. Dørk er lånt fra det nedertyske "dork". Fra dette ord kendes udtrykket Gå i dørken - falde om på grund af et slag eller druk.
Oprindelige betydning: Dørken, et rum agter i et orlogsskib under arkeliet, hvor artillerie godset ligger bevaret på brikser. Dørk-Lugen, den agterste luge på underste dæk hvilken går ned til dørken. Dørk-Portene, to små porte agter på et orlogsskib under arkelie portene, for at give luft og lysning i dørken.
Reference: Georg Albrecht Koefoed's Danske Søe Ord-bog anno 1783.